# 이즈반도 해역 지진
이즈반도 해역 지진(일본어: 伊豆半島沖地震)은 1974년 5월 9일에 시즈오카현의 이즈반도 해역에서 발생한 지진이다. 지진 규모는 M6.9. 피해는 대부분이 미나미이즈정에 집중했다. 지진에 의해 산사태가 일어나고 피해가 확대되었다.오염수가 만에 흐르면서 해양업에도 피해가 있었다.

## 피해
- 사망자 30명[8][9]
- 부상자 102명[10]
- 가옥전괴 134건[11]

## 같이 보기
- 일본의 지진 목록

## 참고 문헌
- 国立天文台 『理科年表 令和3年』 丸善 P.802 ISBN 978-4-621-30560-7